# 우라우스역
우라우스역(일본어: 浦臼駅)은 일본 홋카이도 가바토 군 우라우스정에 위치한 홋카이도 여객철도 삿쇼 선의 철도역이다. 단선 승강장 1면 1선의 구조를 갖춘 지상역이었다.

## 역 주변
- 우라우스 정청
- 우라우스 향토 역사관

## 역사
- 1934년 10월 10일 : 국유철도 삿쇼키타 선 나카톳푸 역 (초대, 현재의 신토쓰카와역) - 이 역 간의 연장 개업에 의해, 이 노선의 역으로서 개업. 일반역.
- 1935년 10월 3일 : 국유철도의 이시카리토베쓰 역 - 이 역간이 연장 개업. 종래의 삿쇼미나미 선과 삿쇼키타 선이 편입 · 통합되어 삿쇼 선으로 전체 개통.
- 1943년 10월 1일 : 제2차 세계대전의 격화에 의해, 삿쇼 선의 이시카리쓰키가타역 - 이시카리오이와케 역 간이 불요블급선으로 지정되어, 영업 중지. 그것에 의해, 동시에 영업중지.
- 1946년 12월 10일 : 삿쇼 선의 이시카리토베쓰 역 - 이 역 간이 영업재개. 그것에 수반해, 이 역도 영업 재개.
- 1949년 6월 1일 : 일본국유철도 시행 법에 의해, 일본국유철도로 승계.
- 1953년 11월 3일 : 삿쇼 선의 이 역 - 우류 역 간이 영업 재개.
- 1979년 2월 1일 : 화물 취급 폐지.
- 1984년
  - 2월 1일 : 소화물 취급 폐지.
  - 3월 31일 : 간이위탁역으로 되어, 무인화.
- 1987년 4월 1일 : 일본국유철도 분할 민영화에 의해, 홋카이도 여객철도가 승계.
- 1991년 3월 16일 : 삿쇼 선에 가쿠엔토시 선의 애칭을 설정.
- 1993년경 : 간이위탁 종료. 완전한 무인역이 되다.
- 1996년 3월 16일 : 삿쇼 선 중, 이 역을 포함한 이시카리토베쓰 역 - 신토쓰카와 역 간 단독 운전.
- 2020년 5월 7일 : 폐역.

## 인접 역
| 홋카이도 여객철도 | 홋카이도 여객철도 | 홋카이도 여객철도        |
| ----------------- | ----------------- | ------------------------ |
| 삿테키 소엔 방면  | ■ 삿쇼 선         | 쓰루누마 신토쓰카와 방면 |